# Gabriel Kristiernsson (Oxenstierna)

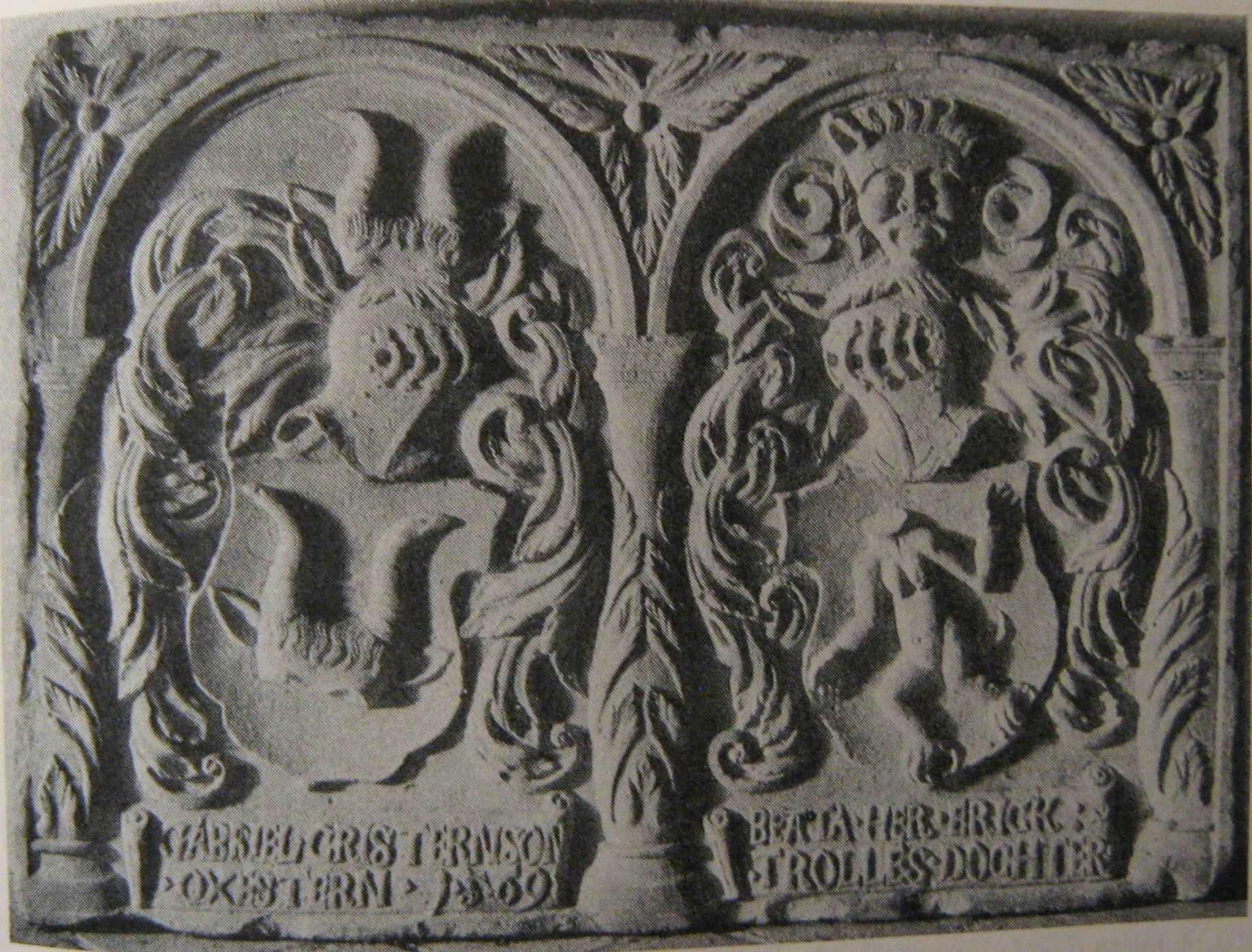
Vapentavla från Fasterna kyrka, med Gabriel Christernsons och hans hustru Beata Trolles vapen. Har ursprungligen suttit över Mörby slotts port.

Gabriel Kristiernsson (Oxenstierna) (även Cristersson), född cirka 1500, död den 3 april 1585 på Steninge slott, var ett svenskt riksråd omkring 1540 och som utnämndes till friherre 1561. Han var efter Stockholms blodbad den ende kvarlevande av sin ätt.

## Biografi
Gabriel Kristiernsson blev riksråd 1544 och anlitades av Gustav Vasa i olika förvaltningsärenden. 1561 blev han friherre vid Erik XIV:s kröning. Han deltog i Erik XIV:s delegation till Hessen 1563 beträffande ett frieri. Han fängslades emellertid i Danmark och återkom först 1567, och har skrivit en berättelse om sina upplevelser i fångenskapen.
Gabriel Kristiernsson blev amiral för flottan 1568 och ståthållare i Estland. Han lämnade posten i Estland efter ett myteri 1570. Han var då gift med Beata Eriksdotter (Trolle) och familjen bebodde ett slott i Reval. Alla i familjen tillfångatogs under ett blodigt och grymt upplopp, men efter en tid i fångenskap lyckades de lura vaktmanskapet att dricka sig redlösa och de flydde under dramatiska former. De återvände till Sverige och slog sig ner i Mörby. Där lät Gabriel Kristiernsson bygga ut ett äldre stenhus till Mörby slott, som lär ha varit det största slottet i Uppland. Mörby blev hans och ätten Oxenstiernas huvudsäte, men han ägde även andra gods, som till exempel Fiholms slott i Södermanland, vilket han fått i förläning av Erik XIV. Året före sin död bjöd han och hustrun Beata in hela sin stora släkt till en julfest i Mörby slott och alla, både stora och små, dansade med i den så kallade Mörbyleken.

### Egendom
Oxenstierna ägde Mörby slott, Steninge slott, Årsta i Brännkyrka socken, Gäddeholm i Irsta socken och Fånö i Löts socken.

### Familj
Gabriel Kristiernsson gifte sig 1538 Beata Eriksdotter (Trolle) (död 1591), dotter till riddaren, riksrådet och lagmannen Erik Arvidsson Trolle och Carin Eriksdotter (Gyllenstierna af Lundholm). De fick tillsammans barnen Anna Gabrielsdotter som var gift med riddaren, riksrådet och ståthållaren Hans Claesson Kyle och häradshövdingen Lage Axelsson Posse, hovmästarinnan Kerstin Oxenstierna (död 1603) som var gift med hovmästaren Axel Åkesson Soop, Birgitta Gabrielsdotter som var gift med riksrådet och lagmannen Bengt Ribbing, riksrådet Krister Gabrielsson Oxenstierna (1545–1592), ståthållaren Erik Oxenstierna (död 1591), furstliga rådet och lagmannen Bengt Oxenstierna (död 1591), Arvid Gabrielsson (död 1577), hovfröken Märta Oxenstierna (1549–1590) som var gift med ryttmästaren Casper Tiesenhausen, riksrådet Gustaf Oxenstierna (1551–1597), Elisabet Gabrielsdotter (död 1594) som var gift med riksrådet Göran Knutsson Posse och befallningsmannen Johan Oxenstierna (1557–1607).